# Integrální laserová anemometrie
Integrální laserová anemometrie (anglicky: Particle image velocimetry, zkráceně PIV) je metoda používaná k měření rychlostního pole v proudící tekutině.

## Popis
Metoda vychází ze starších metod měření a vizualizace, mezi které patří například metoda dlouho exponovaného snímku, nebo LDA (Laser Doppler Anemometry), která využívá laserový paprsek namířený do měřeného bodu. Jak v LDA, tak v PIV jsou v proměřované tekutině rozptýleny malé částice.
U LDA částice při průchodu paprskem odráží část světla, která je snímána. Vlivem Dopplerova jevu dochází k posuvu frekvence odraženého signálu a jejím porovnáním se známou frekvencí vyslaného signálu lze vypočítat rychlost částice.
Oproti tomu u PIV jsou částice laserem pouze osvětleny; laser je pomocí optiky roztažen do světelného listu, takže není osvětlena jedna částice, ale celá rovina, a kolmo na ni jsou pořízeny minimálně 2 snímky. U kamery snímající částice v PIV je známa vzorkovací frekvence a tedy i čas mezi dvěma snímky. A pokud lze ze snímků zjistit posunutí, je možné pro zjištění rychlosti použít vzorec {\displaystyle v=s/t}.